# Armen Szahgeldian
Armen Andraniki Szahgeldian (orm. Արմեն Անդրանիկի Շահգելդյան, ur. 28 sierpnia 1973 w Erywaniu) – ormiański piłkarz występujący na pozycji napastnika. Trener piłkarski.

## Kariera klubowa
Szahgeldian karierę rozpoczynał w 1990 roku w Araracie Erywań, grającym w pierwszej lidze radzieckiej. W 1992 roku rozpoczął z nim występy w lidze ormiańskiej. Wraz z Araratem zdobył mistrzostwo Armenii (1993), a także trzy razy Puchar Armenii (1993, 1994, 1995). W 1996 roku odszedł do Piunika Erywań, a w 1997 roku wywalczył z nim mistrzostwo Armenii.
W tym samym roku Szahgeldian przeszedł do izraelskiego Hapoelu Petach Tikwa. W trakcie sezonu 1997/1998 przeniósł się stamtąd do ukraińskiego Czornomorca Odessa, a po jego zakończeniu wrócił do Armenii, gdzie został zawodnikiem klubu Jerewan FA. W połowie 1998 roku przeszedł jednak do szwajcarskiego Lausanne Sports. W Nationallidze A zadebiutował 8 sierpnia 1998 w wygranym 2:1 meczu z FC Sion, w którym strzelił też gola. W Lausanne Sports występował do końca sezonu 1999/2000.
W 2000 roku Szahgeldian odszedł do rosyjskiego Dynama Moskwa i grał tam w sezonie 2000. W 2001 roku został graczem ormiańskiej Miki, z którą w tym samym roku zdobył Puchar Armenii. W 2002 roku przeniósł się do cypryjskiego zespołu Nea Salamina Famagusta. Po sezonie 2002/2003 wrócił jednak do Miki, z którą wywalczył wicemistrzostwo Armenii.
W 2005 roku Szahgeldian występował w libańskim Al-Ahed SC i triumfował z nim w rozgrywkach Pucharu Libanu. Po tym osiągnięciu ponownie przeszedł do Miki i zdobył z nią dwa kolejne Puchary Armenii (2005, 2006). W 2007 roku zakończył tam karierę.

## Kariera reprezentacyjna
W reprezentacji Armenii Szahgeldian zadebiutował 14 października 1992 w zremisowanym 0:0 towarzyskim meczu z Mołdawią, a 10 maja 1995 w zremisowanym 2:2 pojedynku eliminacji Mistrzostw Europy 1996 z Macedonią strzelił swojego pierwszego gola w kadrze. W latach 1992–2007 w drużynie narodowej rozegrał 53 spotkań i zdobył 6 bramek.